# Sanda Nicola
Sanda Nicola (n. 6 februarie 1978, Deva, Republica Socialistă România) este o jurnalistă română de televiziune și radio, purtătoare de cuvânt a campaniei independente a lui Mircea Geoană la funcția de Președinte precum și candidat la funcția de deputat în circumscripția București din partea Partidului România În Acțiune la alegerile parlamentare din 2024. 
A fost corespondent internațional pentru mai multe televiziuni din România precum Digi 24, B1 TV, TVR, Realitatea TV, Antena 1, Pro TV Deva, Prima TV. 
Este autoarea volumului autobiografic Carte de Indentitate, publicat în 2018.
În 2024 a obținut gradul academic de doctor în Științe la Université de Liège, Belgia.

## Biografie
Până la vârsta de 20 de ani Sanda Nicola a locuit în orașul natal, Deva, unde a urmat Liceul Teoretic ”Decebal” la profil uman – limbi moderne. Tot acolo și-a început și activitatea în mass-media, mai întâi publicând articole în revista ”Noduri și semne”, iar din 1995 devenind realizator al emisiunii pentru liceeni intitulată ”Noi”, la 3TV Deva. În 1996, la câteva luni după lansarea postului de televiziune Pro TV, a participat la selecția pentru angajare în stația locală din Deva și a obținut un post de reporter-prezentator știri. În anul următor, la doar 19 ani, a urmat cursurile intensive de jurnalism radio organizate de BBC World Service la Academia de Teatru și Film din București. A început apoi o bogată carieră în presa centrală, Sanda Nicola realizând și prezentând emisiuni de știri și reportaje la mai multe televiziuni și posturi de radio naționale. 

## Educație
După ce în 2015 obține licența în Științe Sociale și Politice la Open University în Marea Britanie, Sanda Nicola a început în 2018 un master în Turism și Dezvoltare Regională la Universitatea ”Ștefan cel Mare” din Suceava. Pe toată durata celui de-al doilea an de master a fost bursier Erasmus la Université de Liège unde, în iunie 2020, a susținut teza de disertație ”New patterns of Romanians` migration to Brussels-Capital Region”. Simțindu-se compatibilă cu valorile promovate în mediul universitar liégeois, jurnalista alege în toamna anului 2020 să înceapă un doctorat în Științe Geografice tot la Liège. 
Pe 9 februarie 2024 a obținut gradul de Doctor în Științe după susținerea publică a tezei de doctorat ”Territorial resilience of post-mining regions within the Just Transition framework”, la Universitatea din Liege.

## Experiență profesională
De-a lungul celor 25 de ani de activitate în media, Sanda Nicola s-a remarcat prin corespondențe speciale, interne și internaționale. Printre evenimentele internaționale pe care le-a urmărit în calitate de trimis special se numără:
- Asasinarea lui Rafik Hariri, fost premier al Libanului, în atacul cu mașină capcană de la Beirut - februarie 2005
- Moartea și funeraliile papei Ioan Paul al II-lea, Vatican - aprilie 2005
- Conclavul din 2005 și întronizarea Papei Benedict al XVI-lea – aprilie 2005
- Atacurile teroriste de la Londra – iulie 2005
- Revoltele din suburbiile Parisului – octombrie-noiembrie 2005
- Investigarea morții fostului lider iugoslav Slobodan Milosevici – Haga, februarie 2006
- Conclavul din 2013 și întronizarea papei Francisc, Vatican – martie 2013
- Alegeri generale în Republica Moldova, Chișinău – decembrie 2014
- Atacurile teroriste de la Paris – noiembrie 2015
- Referendumul pentru Brexit – Marea Britanie, iunie 2016
- Vizita papei Francisc în România – mai-iunie 2019

A prezentat emisiuni de știri la Pro TV Deva, Prima TV, Antena 1, Realitatea TV, B1 TV și Digi 24.
Ca jurnalist freelance, a transmis de la București știri și reportaje pentru France 24 și Al Jazeera English.
Este autoarea seriei de interviuri-portret „Generația cu cheia de gât”, difuzată la B1 TV în perioada 2011-2012.

## Viață privată
Din anul 2008, Sanda Nicola este căsătorită cu Liviu Iolu, jurnalist și specialist în științele comunicării, purtător de cuvânt al guvernului condus de Dacian Cioloș în perioada 2016-2017. Au împreună o fiică, Agnes Iolu, născută în 2017.

## Publicații
- Carte de identitate, volum apărut la editura Storia Books în anul 2018, în care autoarea suprapune relatări jurnalistice și secvențe autobiografice
- Papa Francesco e il suo viaggio apostolico in Romania. Un ponte di speranza tra Oriente e Occidente[5], un articol publicat în revista catolică academică „Città di Vita” din Florența ca preambul la vizita din 2019 a papei Francisc în România
- Territorial resilience of post-mining regions within the Just Transition framework, teză de doctorat

## Distincții
Cu seria de reportaje „Românii fac curte Reginei” filmată la Londra și transmisă la TVR, a obținut o nominalizare pentru ”Cel mai bun reportaj-anchetă” la Gala Premiilor Clubului Român de Presă din 2007. 
În 2019 Sanda Nicola a primit distincția Crucea Arhiepiscopală din partea Arhidiecezei Romano-Catolice din București, pentru maniera în care a transmis la Europa FM și Digi 24 vizita papei Francisc în România.